# Secusio strigata
Secusio strigata är en fjärilsart som beskrevs av Walker 1854. Secusio strigata ingår i släktet Secusio och familjen björnspinnare. Inga underarter finns listade.